# Estoloides reflexa
Estoloides reflexa là một loài bọ cánh cứng trong họ Cerambycidae.